# Pierre Remi Willemet
Rémi Willemet, o Pierre Rémi Willemet, o Pierre-Rémi Willemet (13 de septiembre de 1735, Norroy - 21 de julio de 1807, Nancy) fue un naturalista, doctor en medicina, profesor de química y de botánica, y explorador francés, que realizó expediciones botánicas a Sri Lanka, África tropical, Madagascar. Era el padre del también botánico Pierre Rémi François de Paule Willemet 1762-1790.
Willemet fue profesor de Historia natural y director del Conservatorio y Jardines Botánicos de Nancy.

## Algunas publicaciones

### Libros
- georg franz Hoffmann, pierre-joseph Amoreux (fils), pierre-rémi Willemet. 1787. Mémoires ... sur l'utilité des Lichens, dans la médecine et dans les arts. Ed. Piestre & Delamollière. lxxxviii + 210 pp. En línea

- 1791. Monographie pour servir à l'histoire naturelle et botanique de la famille des plantes ètoilées …. 103 pp.[3] Reeditó Kessinger Publ. 2010. ISBN 1162052562

- 1808. Phytographie encyclopédique ou flore économique: contenant les lois fondamentales de la botanique, les caractères essentiels des genres et des espèces, avec leurs synonymes, l'exacte indication des localités ...

Volumen 2. Ed. Brunot-Labbe. 408 pp. En línea